# Mezzolombardo
Mezzolombardo (Tiếng Ý: Mezzolombardo; tiếng Đức: archaic Welschmetz) là một đô thị ở province of Trento ở vùng Trentino-Alto Adige/Südtirol của Ý, tọa lạc cách 15 km về phía bắc của the city of Trento. Vào 31 December 2006, đô thị này có dân số 6.498 người và diện tích là 13,8 km².
Mezzolombardo giáp các đô thị: Ton, Mezzocorona, Spormaggiore, San Michele all'Adige, Fai della Paganella, Nave San Rocco, và Zambana.